# Vierjahresplan

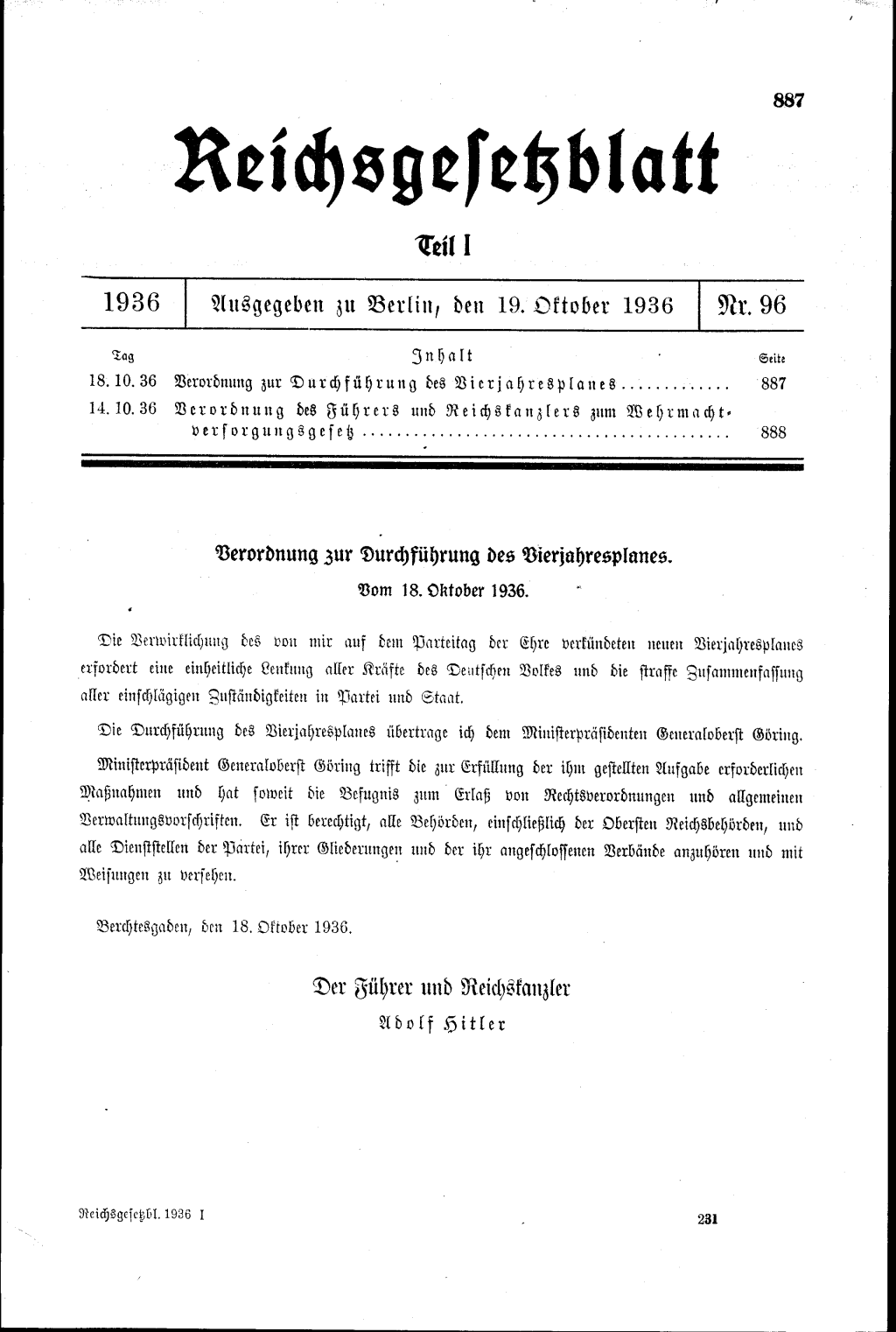
Ordonnance pour la mise en place du Plan de quatre ans : Reichsgesetzblatt du 18 octobre 1936.

Le Plan de quatre ans (Vierjahresplan en allemand) est un programme national-socialiste d'armement et de préparation à la Seconde Guerre mondiale. Il fut proposé au Reichstag en 1936 et appliqué en octobre de la même année. Son but était d'accélérer le réarmement du Troisième Reich et d'orienter l'économie du Troisième Reich vers l'autarcie, car le pays n'aurait pu mener de guerre du fait de sa dépendance aux matières premières.
Les dispositions centrales du plan étaient que l'économie allemande, en vue d'une guerre, devait être prête à soutenir l'armée allemande, qui devait aussi être préparée, tout cela en quatre ans.

## Histoire
En 1936, Hermann Göring fit du lobbying auprès de différents responsables du Reich pour démontrer que l'Allemagne devait être autosuffisante si elle voulait entrer en guerre. Il s'appuyait sur les recommandations d'hommes travaillant pour la société IG Farben, dont Carl Krauch. Par la suite, ce sont des représentants d'IG Farben qui furent en majorité employés dans l'administration responsable de l'application du plan.
Au début de 1936, Adolf Hitler, prenant largement appui sur les idées de Göring, dicta un rapport secret qui esquissait les grandes lignes du plan,.
Göring présenta le rapport lors d'une séance du cabinet le 4 septembre 1936. Il évoqua le plan en ces termes : « Le rapport part de l'idée de base que la confrontation avec la Russie est inévitable ». Il clôtura la séance en ajoutant : « Toutes les mesures doivent être prises comme si nous étions confrontés à un danger de guerre imminent ».
Le 28 octobre 1936, au Sportpalast de Berlin, Göring fit du plan un programme pour la sécurité alimentaire du peuple.
Le contingentement des matières premières, les investissements et la mobilisation des travailleurs furent trois piliers des méthodes déployées. L'autarcie de l'économie allemande ne pouvait être obtenue que par la production de matières premières synthétiques comme l'essence, le caoutchouc (Buna) ou l'ammoniac.
C'est dans le cadre du plan de quatre ans que le gouvernement nazi fonda les Reichswerke Hermann Göring, qui s'occupèrent de l'extraction peu rentable du minerai de fer de basse qualité. Göring en était le responsable. En raison de la non-coordination sur laquelle il reposait, le plan ne fut pas un système de planification efficace comme c'était le cas pour l'Union soviétique et ses plans quinquennaux. Cependant, l'augmentation de la force économique atteinte était appréciable. C'est sous la direction d'Albert Speer que le système montra toutes ses possibilités. À partir de 1942, malgré la guerre, la production fut plus que doublée en l'espace d'un an.
D'après le rapport de Hitler, le Plan de quatre ans ne pouvait être qu'une solution provisoire. (« La solution définitive se trouve dans l'agrandissement du Lebensraum ou plutôt de la base en matières premières et en alimentation de notre peuple »). Conformément à cela, la planification d'une économie de guerre totale fut confiée en 1941 à Fritz Todt, puis en 1942 à Speer.
Hermann Göring fut nommé « Plénipotentiaire du Plan de quatre ans », ce qui accrut encore son pouvoir au sein du Troisième Reich. Le plan remplaça le Neuer Plan (de) de Hjalmar Schacht, dont la position s'affaiblit au point qu'il démissionna de son poste de ministre de l'Économie.
Les différents domaines scientifiques sont mis à contribution par la création, le 16 mars 1937, d'une nouvelle autorité, le Conseil de recherche du Reich.